# Regierungsbezirk

Estrutura das subdivisões administrativas da Alemanha

Regierungsbezirk ou circuito regional é uma divisão administrativa usada em alguns estados federais (Bundesländer) da Alemanha. As Regierungsbezirke são subdivididas em distritos (Kreise), nomeadamente em distritos rurais (Landkreise) ou urbanos (kreisfreie Städte), cidades que constituem por si só um distrito.
Um Regierungsbezirk é governado por um Bezirksregierung ("administração regional") e liderado por um Regierungspräsident ("presidente regional").
Nem todos os estados federados alemães têm esta divisão já que alguns estão diretamente divididos em distritos. Atualmente, cinco estados são divididos em 26 Regierungsbezirke:
- Bade-Vurtemberga (Baden-Württemberg):
  - Friburgo (Freiburg), Estugarda (Stuttgart), Karlsruhe e Tubinga (Tübingen)

- Baviera (Bayern):
  - Alta Baviera (Oberbayern), Alta Francónia (Oberfranken), Alto Palatinado (Oberpfalz), Baixa Baviera (Niederbayern), Baixa Francónia (Unterfranken), Média Francónia (Mittelfranken) e Suábia (Schwaben)

- Hesse (Hessen):
  - Darmstadt, Gießen e Kassel

- Renânia do Norte-Vestfália (Nordrhein-Westfalen):
  - Arnsberg, Colónia (Köln), Detmold, Dusseldórfia (Düsseldorf) e Monastério (Münster)

- Saxônia (Sachsen):
  - Chemnitz, Dresda (Dresden) e Leipzig

Em 1 de agosto de 2008, a Saxônia restruturou seus distritos (Landkreise) e mudou o nome de suas regiões de Regierungsbezirke para Direktionsbezirke. Isto foi necessário, porque os limites de um dos novos distritos não coincidia com os limites do antigo Regierungsbezirke ao qual pertencia, além disso, algumas funções antes sob responsabilidade dos Regierungsbezirke passaram para os distritos. Os Direktionsbezirke são ainda denominados Chemnitz, Dresden e Leipzig. As autoridades dos Direktionsbezirke são designadas Landesdirektion e seus predidentes são chamados Präsident der Landesdirektion ao invés de Regierungspräsidium e Regierungspräsident, respectivamente.